# Panicum congoense
Panicum congoense är en gräsart som beskrevs av Adrien René Franchet. Panicum congoense ingår i släktet vipphirser, och familjen gräs. Inga underarter finns listade i Catalogue of Life.